# 張紹祖
张绍祖，字子让，元朝颍州（今安徽省阜阳市）人。
张绍祖读书力学，以孝行闻名朝中，特授为河南路儒学教授。至正十五年（1355年），侍奉父亲到山间躲避乱兵，乱兵至，抓住其父将要杀死，张绍祖哭着说：“我父亲是耆德善人，不当杀害，请杀我以代父死。你等不是父母所生的吗，何忍心伤害人父！”乱兵大怒，用戈击打他，戈碰到他的手被挫变钝，于是说：“这是真孝子，不可伤害。”于是释放了他。